# Listening to Pictures (Pentimento Volume One)
Listening to Pictures (Pentimento Volume 1) ist ein Jazzalbum von Jon Hassell. Die um 2017 entstandenen Aufnahmen erschienen am 8. Juni 2018 auf Jon Hasells Label Ndeya.

## Hintergrund
Es war das erste neue Album des Trompeters, Komponisten und Ambient-Paten Jon Hassell nach neun Jahren; 2009 hatte er bei ECM Records das Album Last Night the Moon Came Dropping Its Clothes in the Street veröffentlicht, 2014 noch sein Album City: Works of Fiction (1990), in einer Triple-Box um weiteres Material bereichert, neu herausgegeben.
Der Begriff Pentimento bezieht sich auf eine italienische Technik der Bildenden Kunst, die das Wiederauftauchen früher veränderter und verdeckter Bilder innerhalb eines Primärwerks bzw. jede Veränderung, die während des künstlerischen Schaffensprozesses an Grafiken, Gemälden oder Wandmalereien vorgenommen wurde, bedeutet. Auf den acht Tracks von Listening to Pictures verwendet Hassell seine eigenen Performance-Fragmente und -Samples, dann Overdubs und sampelt sie auf andere manipulierte Klänge und Rhythmen, um so letztendlich neue Formen zu schaffen. Seine wichtigsten Mitarbeiter sind auf diesem Album der Gitarrist Rick Cox, der Schlagzeuger John von Seggern und der E-Geiger Hugh Marsh (die alle auch "Elektronik" spielen) sowie Gäste wie der Klangbildner/Gitarrist Eivind Aarset, der Schlagzeuger Ralph Cumbers (alias Bass Clef) und Hassells langjähriger Mitarbeiter, der Geiger Kheir Eddine M'Kachiche.

## Titelliste
- Jon Hassell: Listening to Pictures (Pentimento Volume 1) (Ndeya NDEYA1CD)[2]
  1. Dreaming, 6:09
  2. Picnic, 5:58
  3. Slipstream, 2:54
  4. Al-Kongo Udu, 5:12
  5. Pastorale Vassant, 3:59
  6. Manga Scene, 5:44
  7. Her First Rain, 1:38
  8. Ndeya, 7:07
- Die Kompositionen stammen von Jon Hassell.

## Rezeption
Robert Ham schrieb in Pitchfork Media, die Tür für Hassells Rückkehr stehe also offen, und Listening to Pictures (Pentimento Volume One) klinge, als hätte es von seiner langen Tragzeit profitiert. Seine acht Tracks strotzen nur so vor Melodiesträngen und ungebundenen Rhythmen, die akribisch zu ächzenden Klangtürmen konstruiert wurden. Das Material füge sich perfekt in das Kontinuum von Hassells gesamter Karriere ein und geht über die gemütlichen, hypnagogen Kompositionen hinaus, aus denen Last Night bestand. Während sich dieses Album wie eine längere Zeit tiefen, erholsamen Schlafes anfühlte, führt uns Listening to Pictures langsam aus diesem Zustand in einen zuckenden, augenblicklichen REM-Schlaf. So beruhigend viele der Tracks auf diesem neuen Album auch sind, sie sind immer noch von einer flackernden, halluzinatorischen Energie geprägt, die um stotternde Beats herum aufgebaut ist, die das Stereofeld durchfluten, durch das kleine Phrasen von Trompete, Synthesizer, Klavier und Geige dringen.
Thom Jurek verlieh dem Album in AllMusic vier Sterne und schrieb, auch in seinem neunten Jahrzehnt bleibe der Trompeter, Komponist und Klangkonzeptualist Jon Hassell ein rastloser musikalischer Entdecker. Hassell nutze die Ästhetik des amerikanischen Minimalismus und verband sie mit Strängen des elektrischen Modalen Jazz, den verschiedenen globalen Musikrichtungen, die er studiert hatte, und der Elektronik. Auf dem Album ist eine Musik der Sinnes- und Erinnerungswahrnehmungen, eine Klangprojektion, die den Quellen, die sie inspiriert haben, ebenbürtig, aber anders ist, resümiert Jurek. „Wenn alle zusammengefügt sind, bilden sie eine tiefe, mysteriöse und gelegentlich irritierende Unternehmung in [Bezug auf] Schattierung, Textur, Nuancen und verführerische Überzeugungskraft.“
Sam Mackay schrieb in The Quietus, obwohl vieles davon vertrautes Terrain sei, gebe es in der Produktion eine Geschmeidigkeit, die einen ein wenig von früheren Alben entfernt. Auf „Picnic“ ist Ralph Cumbers verpflichtet, einen rhythmischen Schimmer von Glitches und Breaks zu liefern. „Manga Scene“ strickt seine Elemente chaotischer, hält aber die Kanten weich und zurückhaltend. Im Gegensatz dazu verführen Hassells frühere Alben teilweise durch ihre ätzenden Verbindungen. Diese Anmutung produktiver Dissonanz fühle sich hier gedämpfter an, entspreche aber vielleicht Hassells Entwürfen. In einer das Album begleitenden schriftlichen Stellungnahme distanziert er sich von der Frage „was kommt als nächstes“ zugunsten von „was jetzt passiert – lassen Sie Ihr Innenohr das Klangspektrum auf und ab scannen“. Während der Autor nicht umhin kann, die flüchtige Dynamik früherer Alben zu übersehen, belebe Listening to Pictures seinen Klangraum immer noch mit der Art von Details, die nur wenige Musiker die Vision oder den Wagemut haben, zu erreichen.
Nach Ansicht von Daniel Bromfield (Pop Matters) drängt Listening to Pictures mit einem furchterregenden Hunger nach vorne; es präsentiert sich sogar als Teil einer Serie. Es ist kein Höhepunkt, sondern ein Ausgangspunkt. Bei Listening to Pictures scheint es, als würde der Meister Unterricht von seinen Schülern nehmen, oder vielleicht ist es nur ein Vorfall konvergenter Evolution. „Picnic“ hat den gleichen halluzinatorischen, hauchdünnen Glanz, den wir in der Musik von Gas, Tim Hecker oder Rafael Anton Irisarri hören können. Die Art und Weise, wie die Sounds auf „Manga Scene“ im toten Raum herumzuwirbeln scheinen, erinnert an die Dub-Abstraktionen von Vladislav Delay. Coole Synthie-Akkorde implizieren den schleichenden Einfluss von Clubmusik. Bei Listening to Pictures interessiere man sich mehr für das, was Hassell „vertikales Hören“ nennt, was in den eigenen Worten des Trompeters bedeutet, „dass Sie Ihr Innenohr das Klangspektrum auf und ab scannen lassen und fragen, welche Art von Formen Sie sehen“. Hier werde das Stereofeld ungeheuer ausgenutzt, aber auch Dynamik verwendet, um die Illusion zu erzeugen, dass einige Klänge dem Hörer „näher“ sind als andere. Dies ist eine 3D-Platte mit Tiefe zusätzlich zur Breite, und das Hören dieser Musik kann sich anfühlen, als würde man in eine Leere starren, in der die Schwerkraft bedeutungslos ist und Objekte wahllos herumstoßen.